# Versus (2019)
Versus é um filme francês de 2019, dos gêneros drama e suspense, dirigido por François Valla. O filme é estrelado por Jules Pélissier, Jérémie Duvall, Karidja Touré e Lola Le Lann.

## Sinopse
Inspirado em uma história real, Achille, um belo adolescente parisiense de uma família rica, é vítima de um violento assalto. Ele é enviado para a casa de sua tia, Brigitte, para umas férias à beira-mar para reconstruir. Lá ele conhece um jovem irritado, Brian, que trabalha para o clube de golfe. De seu confronto surgirá sua verdadeira natureza, de sua luta nascerá um assassino.

## Elenco
- Jérémie Duvall como Achille[nota 1]
- Jules Pélissier como Brian[nota 1]
- Karidja Touré como Camille[nota 1]
- Lola Le Lann como Léa[nota 1]
- Victor Belmondo como Kevin[nota 1]
- Matilda Marty-Giraut como Noémie[nota 1]
- Rani Bheemuck como Kali[nota 1]
- Michaël Cohen como pai de Léa[nota 1]
- Benjamin Baffie como Gabriel[nota 1]
- Nathalie Sportiello como Brigitte[nota 1]
- Inès Melab como Policial[nota 1]